# Corynoptera flava
Corynoptera flava is een muggensoort uit de familie van de rouwmuggen (Sciaridae). De wetenschappelijke naam van de soort is voor het eerst geldig gepubliceerd in 2010 door Hippa, Vilkamaa & Heller.